# Аліса Кемплін
Аліса Піта Кемплін (англ. Alisa Peta Camplin; нар. 10 листопада 1974) — австралійська фристайлістка, що спеціалізувалася в повітряній лижній акробатиці, перша австралійська олімпійська чемпіонка у зимових видах спорту, та перша австралійська спортсменка у зимових видах спорту, що стала медалісткою двох Олімпіад поспіль.